# Liu Xin
Liu Xin, (46 v.Chr. - 23 na Chr.) was een Chinees astronoom en archivaris tijdens de laatste periode van de Westelijke Han-dynastie en de Xin-dynastie en behoorde tot de vertrouwelingen van Wang Mang. Hij volgde zijn vader, Liu Xiang, op als bibliothecaris in de keizerlijke bibliotheek. Zijn berekening van de chronologie van de geschiedenis van China vormde de basis voor de traditionele geschiedschrijving. Liu was een groot pleitbezorger van de 'oude tekstversies' (guwen) van de Confucianistische Klassieken, maar bleef aanhanger van de esoterische interpretatie van die klassieken, zoals verwoord door de 'nieuwe tekst'-school (jinwen). Volgens de latere historiografie heeft hij zo de ideologische basis gelegd voor de machtsovername door Wang Mang. Ondanks zijn hechte band met Wang Mang nam Liu Xin deel aan een complot tegen hem. Toen dat plan voortijdig uitlekte veroordeelde Wang Mang hem in 23 tot zelfmoord.

## Biografie
De biografie van Liu Xin bevindt zich in juan 36 van Hanshu, de officiële geschiedenis van de vroege-Han dynastie. Zijn omgangsnaam was eerst Zijun, maar die veranderde hij in 6 v.Chr. in Yingshu. Toen veranderde hij ook zijn persoonlijke naam van Xin naar Xiu. Deze naamswijziging werd later verklaard als reactie op een voorspelling dat het Huis Han tekenen van vernieuwing zou ontvangen. 
Liu Xin was de jongste zoon van Liu Xiang en verwant aan de keizerlijke familie van de Han-dynastie. Hij volgde zijn vader op als hoofd van de keizerlijke bibliotheek en voltooide diens taak om de manuscripten in de keizerlijke bibliotheek te ordenen en te reconstrueren. Op basis van de aantekeningen van zijn vader schreef hij de Zeven samenvattingen ('Qilüe' 七略), de oudste systematische bibliografie en basis voor alle latere ordening van kennis in China. Het werk is bewaard gebleven als hoofdstuk 30 van de Hanshu.
Zowel hij als zijn vader verzamelden met grote ijver 'oude teksten' (guwen), documenten die waren geschreven in een schrift dat stamde uit de tijd van vóór de standaardisatie van het schrift door Qin Shihuangdi. Liu Xin pleitte voor officiële erkenning van de 'oude tekst'-versie van een aantal Confucianistische Klassieken. Zijn poging om voor die werken "zeer geleerden" (boshi, 博士, geleerden van de hoogste rang) benoemd te krijgen in de Keizerlijke Academie (Taixue 太學) stuitte op fel verzet van zittende wetenschappers, aanhangers van de 'nieuwe tekst'-versies (jinwen). Liu kreeg te maken met laster en werd benoemd tot gouverneur van een provincie. Mogelijk vanwege deze tegenwerking zocht Liu Xin toenadering tot Wang Mang. Na diens machtsovername in 9 na Chr. werd Liu Xin benoemd tot Leermeester van de Staat ('guoshi', 國師) en verkreeg daarmee een hoge positie aan het hof. Ondanks hun grote belangstelling voor 'oude tekst-versies' van de Confucianistische klassieken waren zowel Wang Mang als Liu Xin overtuigde aanhangers van de esoterische interpretatie van het Confucianisme, zoals verwoord door de 'nieuwe tekst'-school. Die verbond het Confucianisme met magische aspecten van de leer van de Vijf Elementen en de filosofie van yin en yang en zag een relatie tussen de kosmos, natuurverschijnselen en de daden van mensen. Door die verschijnselen en hun vermeende samenhang nauwkeurig te observeren en te beschrijven ontwikkelde Liu Xin zich tot een bekwaam astronoom. Hij interpreteerde de waargenomen verschijnselen als legitimatie voor de machtsovername door Wang Mang. 
Dat de relatie tussen beide personen hecht was, blijkt uit het huwelijk van Liu Yin (劉愔), een dochter van Liu Xin met Wang Lin (王臨), de vierde zoon van Wang Mang. Toch nam Liu Xin in het jaar 23 deel aan een samenzwering tegen Wang Mang, nadat diens leger een vernietigende nederlaag had geleden. Toen in de zomer van 23 een komeet verscheen, werd dit door astrologen uitgelegd als een voorteken dat de Liu-clan opnieuw de keizerlijke familie zou worden en dat de nieuwe keizer de naam Liu Xin zou dragen. Uit angst voor het lot dat hem dan te wachten zou staan, plande Wang She, een vertrouweling van Mang een aanslag op hem en kreeg steun van Dong Zhong (董忠, †23) sinds 19 de opperbevelhebber (Da Sima, 大司馬). Ook Liu Xin besloot uiteindelijk mee te doen nadat hem was verteld dat Wang Mang niet verwekt zou zijn door zijn vader Wang Man, maar een onwettig kind van zijn moeder was. Uit astrologische overwegingen besloot hij echter te wachten totdat Venus op 20 augustus 23 zichtbaar zou zijn als ochtendster. Toen bleek dat Sun Ji (孫伋), commandant van de paleiswacht het voornemen al had doorgegeven aan Wang Mang. Na te zijn ondervraagd werd Dong Zhong met zijn gehele familie terechtgesteld en werden Wang She en Liu Xin gedwongen tot zelfmoord.

## Astronoom
Liu Xin vervaardigde tabellen met astronomische waarnemingen en maakte een catalogus van 1080 sterren, die hij onderverdeelde in zes helderheidscategorieën. Hij deed dit honderd jaar voor de Almagest van Ptolemeus. Als bronnen gebruikte hij onder meer de boeken van Fu Buqi (宓不齊, 521-... v.Chr., een leerling van Confucius) en de door hemzelf eerder ontdekte versie van de Lente- en Herfstannalen. Door zijn functie als bibliothecaris had Liu Xin makkelijk toegang tot die werken. Een congres dat hij in het jaar 4 na Chr. organiseerde, werd bezocht door duizend wetenschappers.
Lui Xin publiceerde in 7 v.Chr. een nieuw astronomisch systeem, genaamd santong li (三統暦, 'drievoudige concordantie'), met daarin de omloopbanen van een aantal planeten, de schijngestalten van de maan en de jaargetijden. Volgens zijn berekening had de synodische maand een lengte van 29 43/81 dagen, en kwamen 235 van deze periodes overeen met een tijdsduur van 19 jaar. Een jaar duurde bij hem dus 365 385/1539 dagen, slechts elf minuten langer dan de tegenwoordig berekende lengte.

## Vernoeming
In 1973 werd een 137 kilometer grote krater op Mars ter herinnering aan zijn werk de Liu Hsinkrater genoemd (171,6°W.L. en 53,6°Z.B.).